# Zbigniew Krzyżkiewicz
Zbigniew Krzyżkiewicz (ur. 19 września 1923 w Warszawie, zm. 12 grudnia 2016 tamże) – polski ekonomista, profesor nauk ekonomicznych, nauczyciel akademicki, teoretyk i praktyk bankowości; uczeń profesorów Edwarda Taylora i Eugeniusza Kwiatkowskiego.

## Życiorys
Absolwent Wyższej Szkoły Handlu Morskiego w Sopocie oraz Akademii Handlowej w Poznaniu. Od 1951 związany ze Szkołą Główną Planowania i Statystyki, gdzie rozpoczął pracę na stanowisku asystenta. W latach 1968, 1977 uzyskał stopnie naukowe doktora nauk ekonomicznych i doktora habilitowanego, w 1982 roku tytuł profesora nadzwyczajnego, a w 1989 profesora zwyczajnego. Praca badawcza obejmowała zagadnienia bankowości, zwłaszcza problematykę operacji bankowych.
Działalność naukową i dydaktyczną w SGH oraz w Wyższej Szkole Ubezpieczeń i Bankowości w Warszawie łączył z wieloletnią praktyką bankową jako dyrektor i członek Zarządu Narodowego Banku Polskiego, członek Rady Naukowej przy Prezesie NBP, dyrektor generalny Banku Pekao SA).
Autor ponad 200 publikacji naukowych i popularnonaukowych, w tym ponad 30 wielokrotnie wznawianych książek i podręczników z zakresu bankowości; współautor wydań encyklopedycznych. Autor ekspertyz dla Sejmu RP. Promotor prac doktorskich.
Uczestniczył w opracowywaniu programów nauczania bankowości na poziomie średnim i wyższym. Brał udział w wielu organach kolegialnych, m.in. jako członek zespołu opracowującego założenia reformy i transformacji gospodarczej w zakresie finansów.
Trzykrotnie nagradzany odznaczeniami resortowymi. W 1964 roku odznaczony Krzyżem Kawalerskim, w 1973 Krzyżem Oficerskim Orderu Odrodzenia Polski.

## Najważniejsze publikacje książkowe
- Rozliczenia pieniężne 1982;
- Międzynarodowe rozliczenia bankowe 1991;
- Operacje bankowe: ewidencja i rozliczenia 1992;
- Podręcznik do nauki bankowości 1994;
- Innowacje bankowe 1996;
- Operacja bankowe: rozliczenia krajowe i zagraniczne 1998;
- Leksykon bankowo – giełdowy (red.) 2006